# 프랑스 민주연합

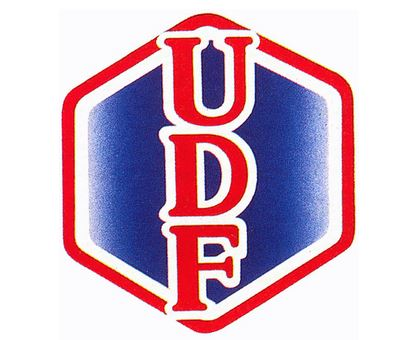

프랑스 민주연합(프랑스어: Union pour la Démocratie Française, UDF)은 1978년부터 2007년까지 존재했던 프랑스의 중도우파 정당이다.
1978년 2월 1일 발레리 지스카르 데스탱 대통령을 지지하는 정당들의 선거 연합으로 결성되었으며 1997년에는 단일 정당으로 개편되었다. 2007년 민주운동이 창당하면서 소멸되었다.